# Earl Dewitt Hutto

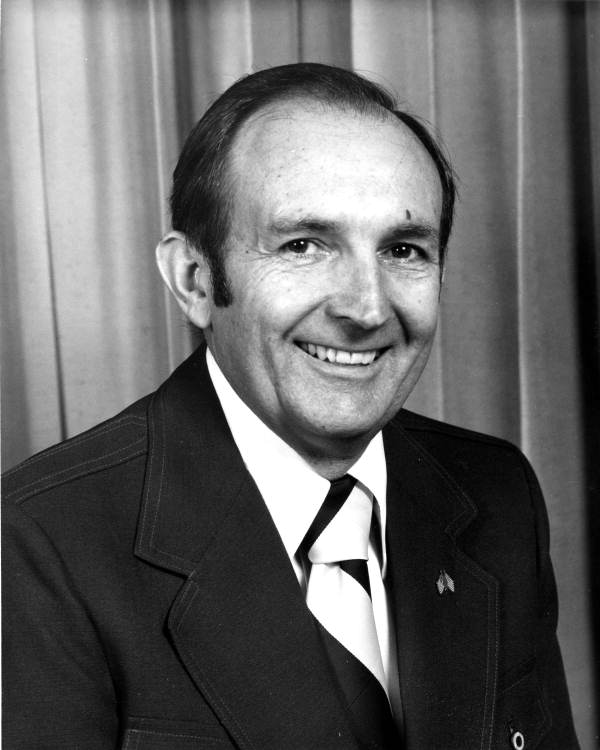
Earl Dewitt Hutto

 Earl Dewitt Hutto (* 12. Mai 1926 in Midland City, Alabama; † 14. Dezember 2020 in Pensacola, Florida) war ein US-amerikanischer Politiker. Zwischen 1979 und 1995 vertrat er den Bundesstaat Florida im US-Repräsentantenhaus.

## Werdegang
Earl Hutto besuchte die öffentlichen Schulen seiner Heimat und studierte danach bis 1949 an der Troy State University. Während der Endphase des Zweiten Weltkrieges unterbrach er sein Studium für zwei Jahre, um zwischen 1944 und 1946 in der US Navy zu dienen. Zwischen 1954 und 1974 war Hutto Sportdirektor und Intendant verschiedener Radiosender. Von 1973 bis 1979 betrieb er auch eine eigene Werbeagentur.
Politisch schloss sich Hutto der Demokratischen Partei an. Zwischen 1972 und 1978 saß er als Abgeordneter im Repräsentantenhaus von Florida. Bei den Kongresswahlen des Jahres 1978 wurde er im ersten Wahlbezirk von Florida in das US-Repräsentantenhaus in Washington, D.C. gewählt, wo er am 3. Januar 1979 die Nachfolge von Robert Sikes antrat. Nach sieben Wiederwahlen konnte er bis zum 3. Januar 1995 acht Legislaturperioden im Kongress absolvieren. Dort galt er als einer der konservativsten demokratischen Abgeordneten. Während seiner Zeit als Kongressabgeordneter wurde der 27. Verfassungszusatz verabschiedet.
Im Jahr 1994 verzichtete Earl Hutto auf eine weitere Kandidatur. In der Folge zog er sich in seinen Ruhestand zurück.